# Прусаков, Геннадий Анатольевич
Геннадий Анатольевич Прусаков — полковник, сотрудник Управления «В» («Вымпел») Центра специального назначения ФСБ Российской Федерации, активный участник контртеррористической операции на Северном Кавказе, Герой Российской Федерации.

## Биография
Геннадий Анатольевич Прусаков родился 1 ноября 1961 года в селе Марушкино Наро-Фоминского района Московской области (ныне - Новомосковский административный округ Москвы). После окончания средней школы в 1979 году поступил в Рязанское высшее командное воздушно-десантное училище. Окончив его в 1983 году, служил в различных частях воздушно-десантных войск СССР и России.
Впоследствии перешёл на службу в группу специального назначения «Вымпел» Центра специального назначения Федеральной службы безопасности РФ, командовал одним из её подразделений. Неоднократно принимал участие в контртеррористических операциях. Так, в начале июня 2010 года его подразделение участвовало в ликвидации вооружённого сепаратистского бандформирования, подозревавшегося в причастности к террористическим актам на станциях Московского метрополитена «Лубянка» и «Парк культуры», произошедшим за несколько месяцев до того. Террористы были ликвидированы в районе населённого пункта Какамахи Карабудахтентского района Республики Дагестан, при этом погиб один из бойцов подразделения Прусакова, старший лейтенант Илья Владимирович Шанский.
За заслуги в ликвидации террористических группировок на Северном Кавказе закрытым Указом Президента Российской Федерации полковник Геннадий Анатольевич Прусаков был удостоен звания Героя Российской Федерации.
В последние годы активно занимается общественной работой, принимает участие в памятных мероприятиях, совместно с другими ветеранами спецподразделений проводит Уроки мужества в учебных заведениях.

## Награды
- Герой Российской Федерации;
- Орден Мужества (20.07.1996);
- Орден «За личное мужество» (28.02.1994);
- 2 ордена Красной Звезды;
- медали СССР и Российской Федерации.